# 嵬名聿正
嵬名聿正，西夏大臣，党项族，嵬名氏。
夏毅宗时，嵬名聿正居官蕃号称“祖儒”。奲都五年（宋嘉祐六年、1061年）七月，受命赴北宋进贡，请尚公主，宋仁宗以夏国主以赐赵姓，不许。同年十二月，与枢铭靳允中赴宋贺正旦，携带价值八万贯的夏国货物与宋朝贸易，因被宋朝内臣压价，亏折甚多。后夏国向宋朝天圣节贡物减半。